# 冷却原子気体
冷却原子気体（れいきゃくげんしきたい）とは、レーザー冷却等の技術を用いて絶対零度の付近まで冷却された原子、あるいは原子気体のことである。典型的には、数十マイクロケルビン以下を記録する。このような極低温では、原子気体の量子力学的な性質が顕著になる。実験的には、いくつかの技術を組み合わせてこの温度を実現する。通常、実験の初期段階では、原子を磁気光学トラップ中に捕捉し、レーザー冷却により冷却する。さらに限界まで冷却するためには、レーザー冷却された原子を磁気トラップや光学トラップに移し、蒸発冷却等の手法を用いる。
十分に冷却されると、原子気体は量子力学に支配された新たな物質状態を形成する。例えば、ボース原子の場合はボース＝アインシュタイン凝縮(BEC)が、フェルミ原子の場合は縮退フェルミ気体が実現する。
冷却原子を用いて、量子相転移、BEC、ボソンの超流動、量子磁性、多体スピン・ダイナミクス、エフィモフ効果、BCS超流動、BCS−BECクロスオーバー等の量子現象が研究されている。